# SV Voorwaarts
Maillots
Actualités
Le Sport Vereniging Voorwaarts est un club surinamien de football basé à Paramaribo.

## Palmarès
- Championnat du Suriname  (6) 
  -  Champion : 1936, 1941, 1952, 1957, 1977, 2002

- Supercoupe du Suriname  (1) 
  - Vainqueur : 2002
  - Finaliste : 1997

- Coupe du Suriname
  - Finaliste : 1996